# السجلات البابلية

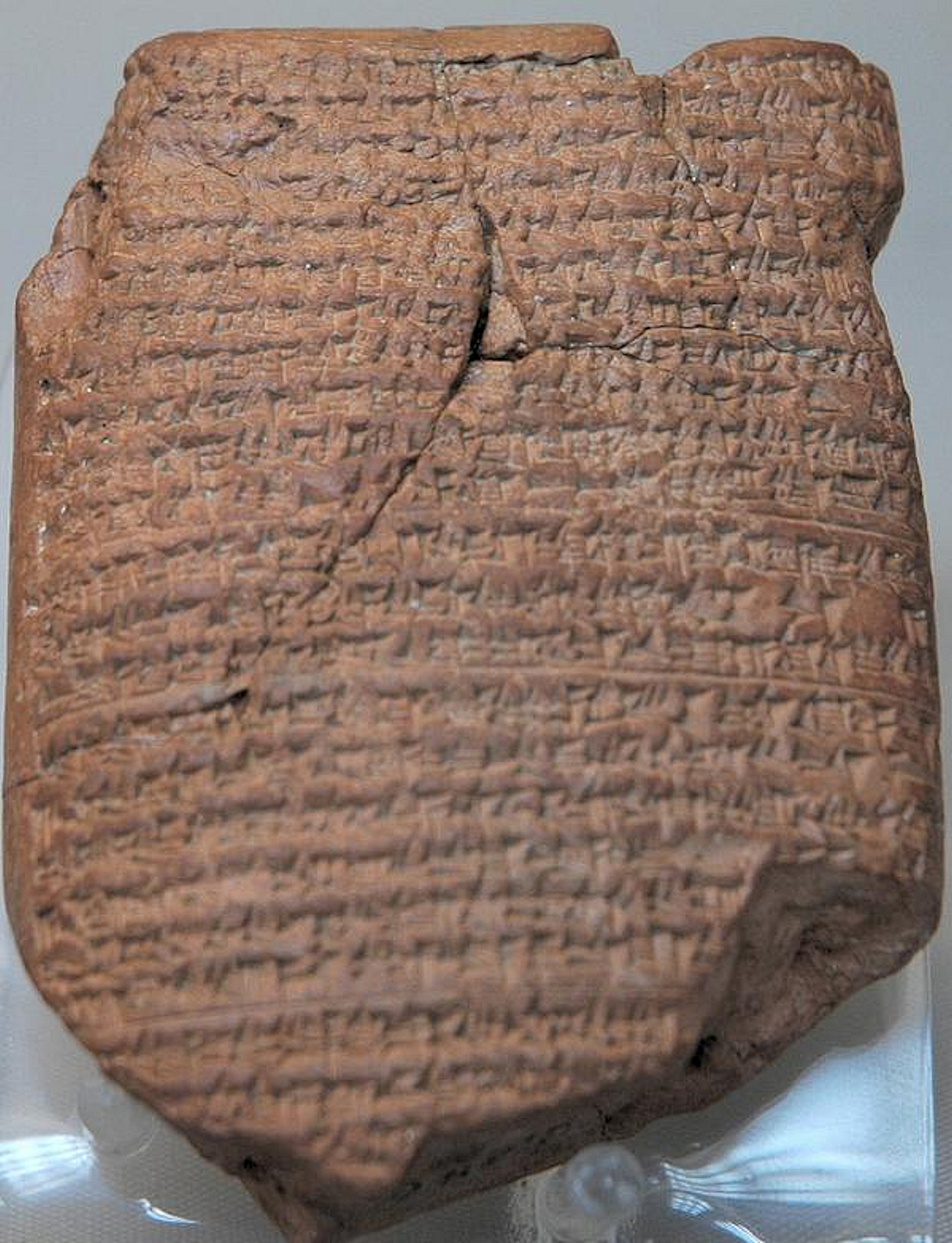

السجلات البابلية هي سلسلة متعددة من الوثائق التاريخية المسجلة في الأحداث للتاريخ البابلي وهي عبارة عن الواح منقوشة. وبالتالي فهي تعد واحدة من الخطوات الأولى في تطوير تدوين التاريخ القديم. كتبت السجلات البابلية في عهد نبوخذنصر واستمر في كتابتها حتى العصر البارثي، من قبل علماء الفلك البابليين («الكلدانيين»)، الذين ربما استخدموا اليوميات الفلكية كمصدر لهم.
وقد تم التعرف على جميع السجلا ت تقريبا مرة واحدة وحفظت جمعها في المتحف البريطاني، بعد أن تم الحصول عليها عن طريق تجار الآثار في القرن 19th. وجميع هذه السجلات باستثناء ثلاثة منها غير مدعومة.

## الإكتشاف والنشر
ويعتقد أن السجلات قد كتبت في بابل خلال الفترة الأخمينية، بين اعوام 550-400 قبل الميلاد. ويعتقد أنها قد نقلت إلى المتحف البريطاني بعد الحفريات في القرن التاسع عشر من بابل، وبعد ذلك تركت غير مرمزة في المحفوظات لعقود. وكان أول كتاب تم نشره عن السجلات البابلية في عام 1887 من قبل ثيوفيلوس بينتش تحت عنوان «الوقائع البابلية». وقد أعقب ذلك في عام 1923 نشر كتاب «سقوط نينوى كرونيكل» (أبك 3)، في عام 1924 من قبل سميث سميث نشر بحث في مجلة إيسرهادون كرونيكل (أبك 14)، وأكيتو كرونيكل (أبك 16)، ونابونيدوس كرونيكل (أبك 7) وفي عام 1956 نشر دونالد ويسمان أربعة أقراص أخرى بما في ذلك عن حكم نبوخذنصر.

## للإستزادة
- مفكرات فلكية بابلية
- لوح فينوس لأمي صادوقا

## وصلات خارجية
- Mesopotamian Chronicles: all Assyrian and Babylonian Chronicles
- Assyrian and Babylonian Chronicles, and King Lists
- Literature: Aa list of relevant secondary literature
- Synchronistic King List, Assyrian King List: translations and bibliographies
- Cuneiform sources for the history of Hellenistic Babylonia. Edition and Analysis: information about the BCHP Project